# Фёдоров, Александр Анатольевич (промышленник)
Александр Анатольевич Фёдоров (1 февраля 1952, Камень-на-Оби, Алтайский край — 24 января 2021, Челябинск) — российский хозяйственный деятель и предприниматель, директор Челябинского трубопрокатного завода (1996—2012). Почётный гражданин города Челябинска.

## Биография
Родился 1 февраля 1952 года в г. Камень-на-Оби, Алтайский край.
Окончил Челябинский политехнический институт, факультет «Двигатели, приборы и автоматы» (1975). Некоторое время работал инженером-конструктором в ПКБ «Прибор».
С 1976 г. и до последних дней жизни на Челябинском трубопрокатном заводе: слесарь по ремонту оборудования, инженер-конструктор, мастер цеха, начальник участка, старший мастер-инженер, с октября 1986 по январь 1995 года — зам. начальника трубопрокатного цеха № 5, с января 1995 по март 1996 года — начальник производственно-сбытового отдела, с марта 1996 по 2012 год — генеральный директор АО «Челябинский трубопрокатный завод», с 2012 г. председатель Совета директоров.
Открыл участок антикоррозионного покрытия (2000), производство соединительных отводов трубопроводов (2004) и керамического флюса (2006), ввёл в строй цех по производству труб большого диаметра «Высота-239» (2010).
Председатель Совета директоров ОАО «Алнас» (с 2008), ООО «Орис» (с 2008), ЗАО «Римера» (с 2008), член Совета директоров ОАО «Нефтегаз — Восток» (с 2003) и ОАО «Первоуральский новотрубный завод» (с 2010).
С 2012 г. — президент ХК «Уральский трубник».
Заслуженный металлург РФ (1997). Награждён орденами Сергия Радонежского (2000), Дружбы (2002), Почёта (2007). Почётный гражданин города Челябинска (2007) и Челябинской области (2013).
Был женат, двое сыновей.
Скончался 24 января 2021 года, похоронен на Митрофановском кладбище Челябинска.